# Diadumene schilleriana
Diadumene schilleriana is een zeeanemonensoort uit de familie Diadumenidae.
Diadumene schilleriana is voor het eerst wetenschappelijk beschreven door Stoliczka in 1869.